# Недопад, Григорий Викторович
Григо́рий Ви́кторович Недопа́д (укр. Григорій Вікторович Недопад; род. 23 июля 1981 года, Рожище, Волынская область) — украинский государственный деятель, председатель Волынского областного совета с 25 ноября 2020 года.

## Биография
Родился 23 июля 1981 года в городе Рожище Волынской области.
В 2004 году окончил Волынский государственный университет имени Леси Украинки по специальности «учитель географии», в 2006 году закончил Межрегиональную академию управления персоналом по специальности «Менеджмент организаций».
С июня 2001 по октябрь 2003 года работал на Рожищенском сыродельном заводе.
С октября 2003 по март 2012 года работал старшим кладовщиком склада готовой продукции отдела маркетинга и сбыта, помощником технолога производственного отдела, инженер-механиком, заместителем начальника транспортного участка, заместителем директора по общим вопросам, заместителем директора ООО «Торговый дом Любарт» Волынской области, с марта 2012 года по март 2015 года был директором спортивно-тренировочной базы «Дачное» футбольного клуба «Волынь», с марта по декабрь 2015 года являлся директором ООО «Грин Риэлти».
С декабря 2015 по апрель 2017 год занимал должность председателя Киверцовского районного совета Волынской области, с апреля 2017 года по ноябрь 2020 года работал первым заместителем городского головы Луцка по вопросам деятельности исполнительных органов.
В октябре 2020 года в ходе местных выборов избран депутатом Волынского областного совета от партии «За Будущее». 25 ноября 2020 во время первой сессии Волынского областного совета VIII созыва утверждён председателем Волынского областного совета.